# Vlade Pezelj
Vlade Pezelj (Ličko Petrovo Selo, 6. listopada 1929. – Gospić 7. svibnja 2004.), kanonik Prvostolnog kaptola u Rijeci, dugogodišnji župnik otočki i dekan.

## Životopis
Msgr. pop Vlade Pezelj rođen je u Ličkom Petrovom Selu, školovao se u Gospiću, a gimnaziju je pohađao u Pazinu. Teološki studij završio je u Rijeci, a 1. siječnja 1955. zaređen je za svećenika u senjskoj katedrali. Zbog propovijedanja Božje riječi, nekoliko je puta završio u zatvoru, a godine 1955. odveden je u logor u Staru Gradišku odsluživši tamo 3 godine i 4 mjeseca strogog zatvora. 
Godine 1959. preuzeo je župu Drežnik grad i Vaganac, a nakon kratkog upravljanja župom Ličko Lešće, 7. listopada 1967. dolazi u Otočac gdje ostaje do umirovljenja 2001. godine. Umirovljeničke dane proveo je u Gospiću.